# Michel Qissi
Michel Qissi (* 12. September 1962 in Oujda, Marokko als Mohammed Qissi) ist ein belgischer Schauspieler, Regisseur, Drehbuchautor und Stuntman marokkanischer Herkunft.

## Leben
Bereits im Alter von sieben Jahren begann Michel Qissi mit dem Boxtraining. Bald darauf traf er den jungen Jean-Claude van Varenberg (Jean-Claude Van Damme), der zu dieser Zeit Shotokan-Karate ausübte; die beiden wuchsen zusammen auf, wurden gute Freunde und tauschten sich in ihren Kampftechniken untereinander aus.
1982 ging Qissi zusammen mit Van Damme nach Hollywood, um eine Karriere als Darsteller im Actionfilm zu beginnen. Ihren endgültigen Durchbruch hatten sie dann 1986.
In Cyborg (1989) arbeitete Qissi als Van Dammes persönlicher Trainer, hatte selbst aber keinen Auftritt in diesem Film. In Kickboxer (1989) war Qissi als Choreograph tätig. Als er zufällig mithörte, wie das Produktionsteam sagte, sie brauchten einen großen, orientalisch aussehenden Darsteller, der sich mit Muay Thai auskenne, bot er sich für die Rolle des Tong Po an und bekam sie dann auch. Michel Qissi hatte bereits Jahre zuvor Muay Thai in Thailand studiert.
Qissis letzter Film mit Jean-Claude Van Damme war Leon (1990), in dem er einen Legionär spielt, der Van Damme zurück zum Militär bringen soll. Danach kehrte er zu seiner Rolle als Tong Po im Sequel Kickboxer 2 (1991) zurück.

## Filmografie
- 1984: Breakin’
- 1988: Bloodsport
- 1989: Karate Tiger 3 – Der Kickboxer (Kickboxer)
- 1990: Leon (Lionheart)
- 1991: Bloodchamp (Bloodmatch)
- 1991: Kickboxer 2 – Der Champ kehrt zurück (Kickboxer 2: The Road Back)
- 1993: To the Death
- 1993: Terminator Woman (auch Regie, Filmschnitt & Stunts)
- 2001: Extreme Force (auch Regie & Drehbuch)
- 2001: The Falkland Man
- 2024: The Last Kumite